# Wąwóz Ruska
Wąwóz Ruska – wąwóz na Wyżynie Częstochowskiej, pomiędzy wzgórzami Ruska Góra (481 m) z jednej strony, a Straszykowa Góra (także Straszakowa Góra, 500 m) i Góra Dębowa (437 m) z drugiej. Wchodzi w skład Pasma Smoleńsko-Niegowonickiego i znajduje się w obrębie kompleksu pokrytych lasem wzgórz pomiędzy wsiami Krzywopłoty i Ryczów.
Jest to głęboki i przeważnie suchy wąwóz. W jego południowej części znajdują się wysokie, wapienne skały o pionowych lub przewieszonych ścianach. W jednej z tych skał znajduje się Jaskinia w Straszykowej Górze o dużym otworze wejściowym, niwelacji 21 m i długości 150 m, w innym Zespół Schronisk pod Sosenką.
Nazwa wąwozu pochodzi od wzgórza Ruska Góra, co do pochodzenia zaś nazwy tego wzgórza są dwie wersje. Według jednej z nich w jej lasach po klęsce w bitwie pod Pilicą schroniły się ruskie wojska wspierające polskiego księcia Władysława II w jego walce z braćmi o władzę. Według drugiej wersji od tego, że znajdowała się w obrębie zaboru rosyjskiego, oraz faktu, że w lasach tej góry odbyły się walki Legionów Polskich z wojskami rosyjskimi.
Wąwozem nie prowadzi żaden znakowany szlak turystyczny, ale dnem wąwozu biegnie nieznakowana leśna droga, Dno wąwozu ze skalnymi ścianami znajduje się poza obszarem rezerwatu przyrody Ruskie Góry.

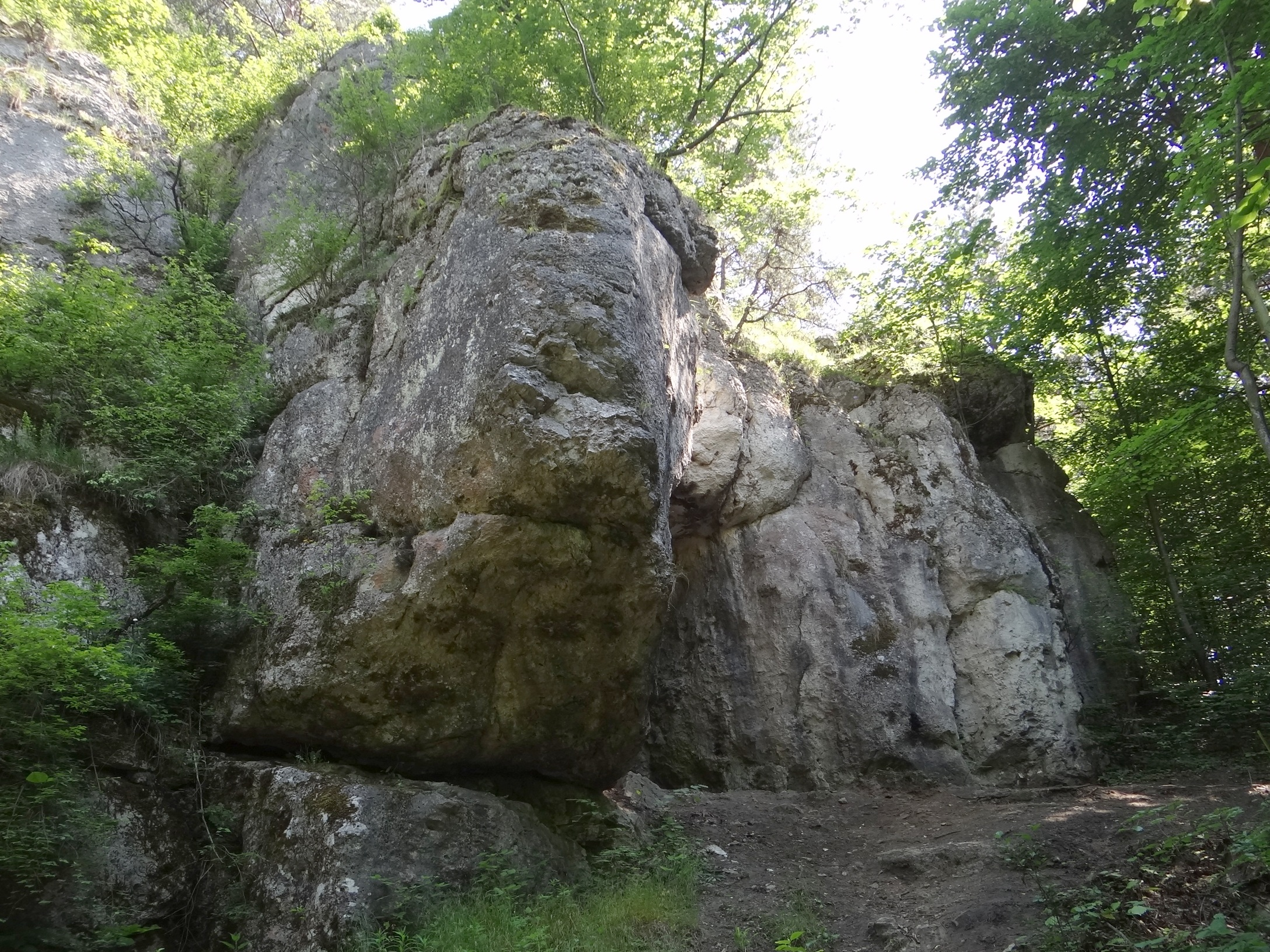
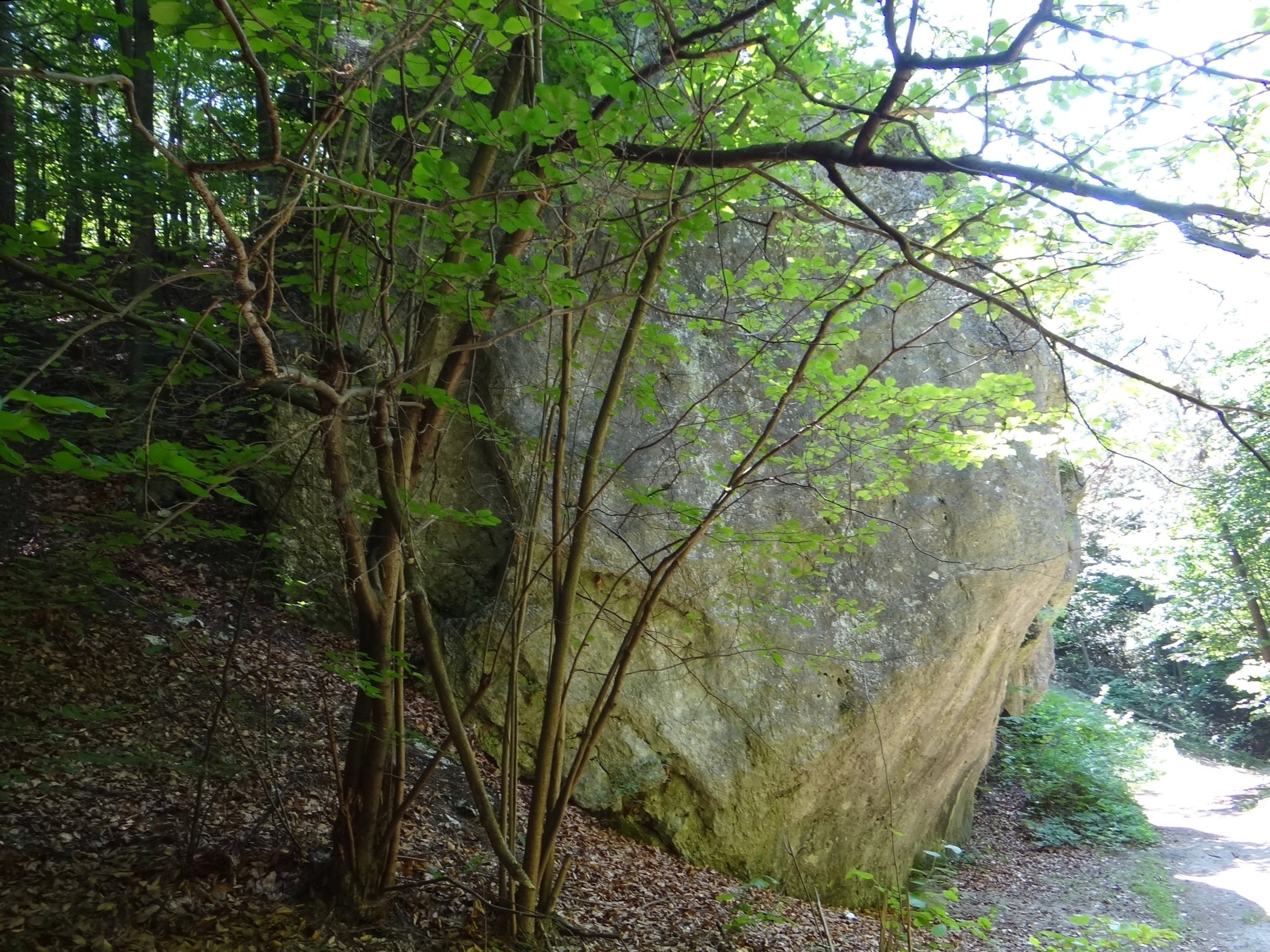
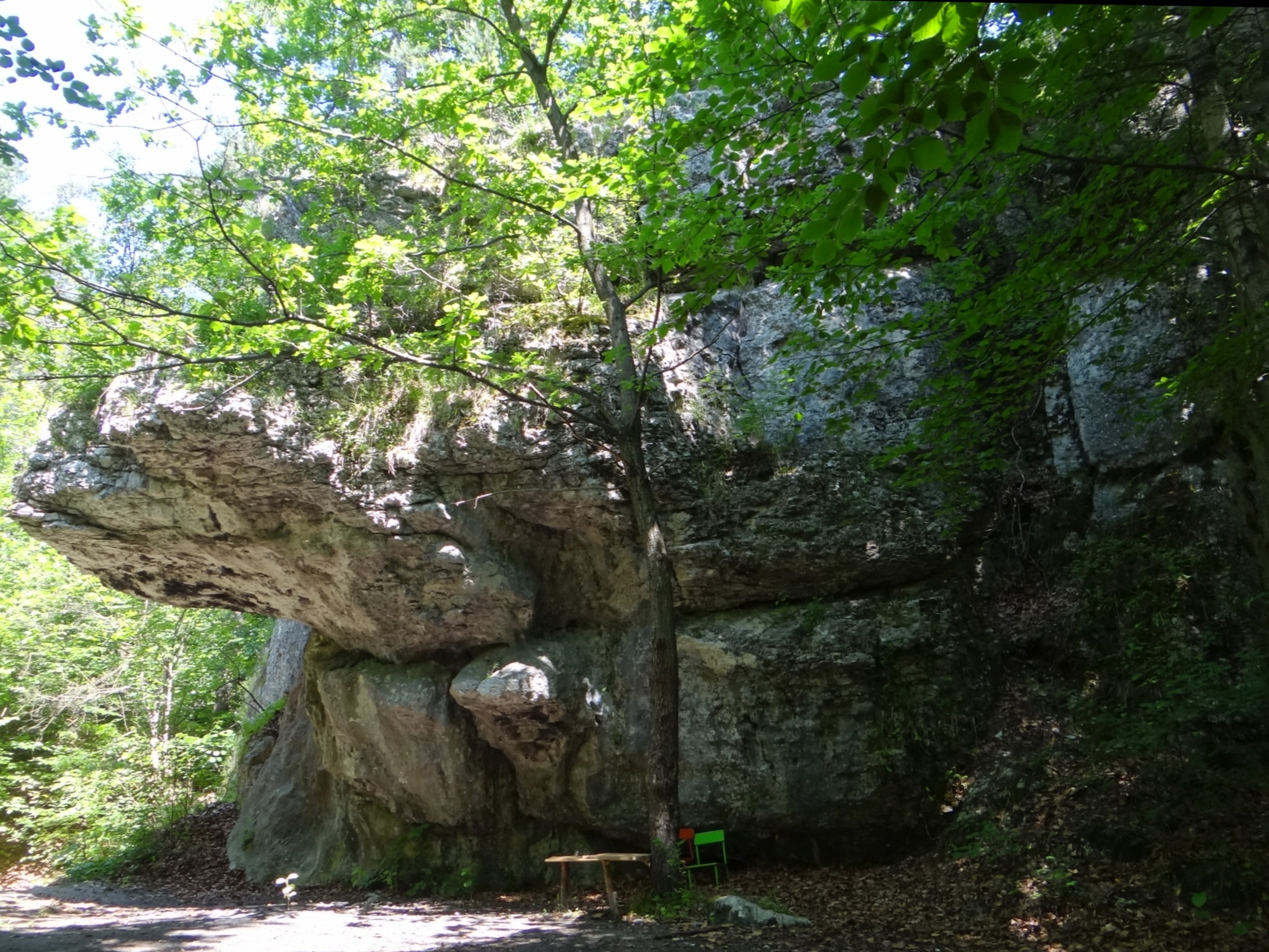
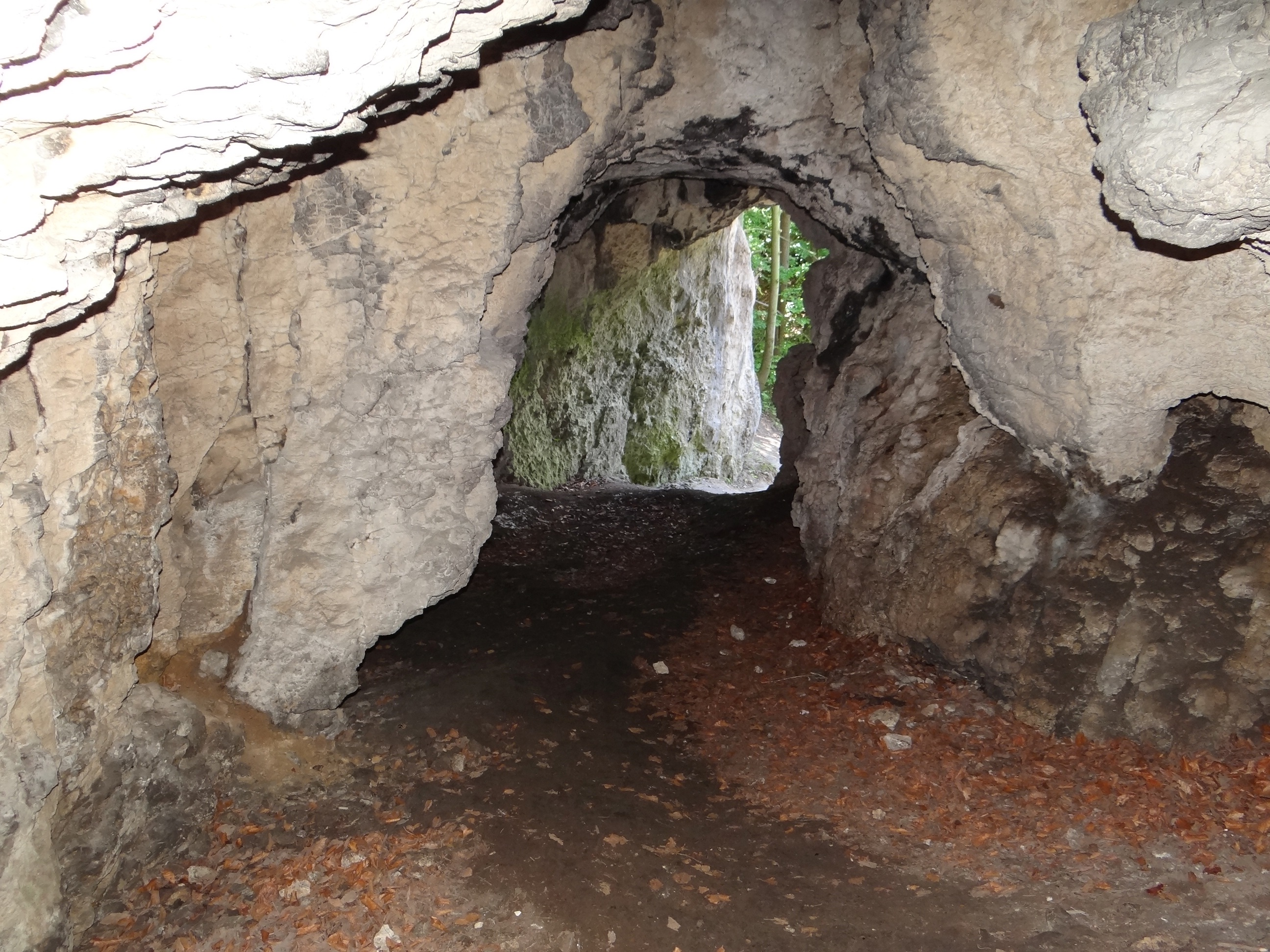
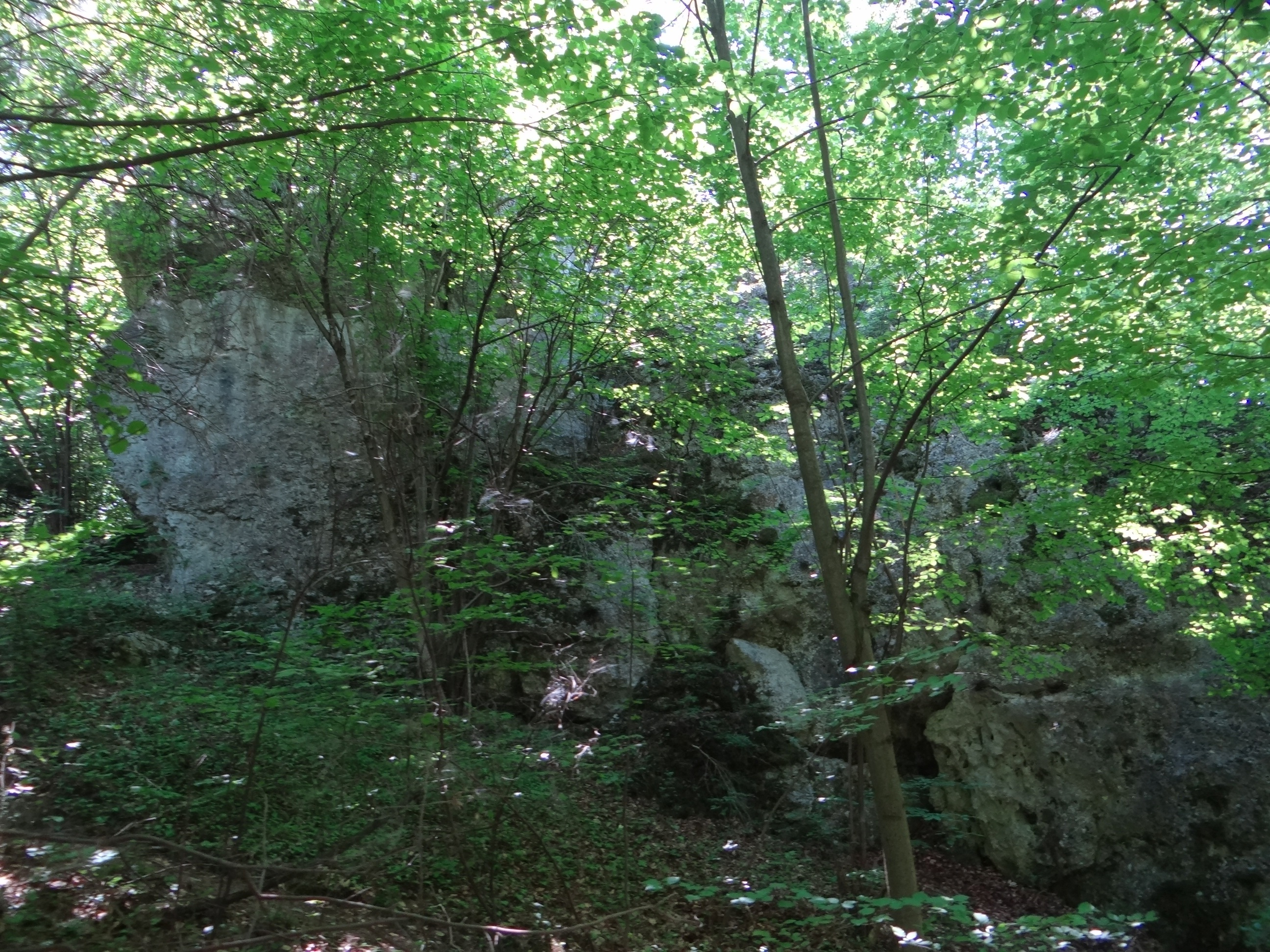